# 627 г. пр.н.е.

## Събития

### В Азия

#### В Асирия
- В тази година умира царят на Асирия Ашурбанипал (669/8 – 627 г. пр.н.е.), както и подчиненият му вавилонски цар Кандалану (648/7 – 627 г. пр.н.е.), което предизвиква голяма политическа нестабилност.[1] Асирийското царство навлиза в период на бърз упадък и разпад.
- С помощта на Синшумулишир и неговата частна войска на асирийския трон се възкачва Ашур-Етилилани, но това събитие е придружено с размирици в страната.[2]
- Скоро след това в тази или следващите няколко години новият владетел и за кратко претендиралият за престола Синшумулишир са заменени от Синшаришкун.
- След смъртта на Кандалану във Вавилон избухват граждански безредици. Това предизвикват намесата на асирийската армия и няколко военни сблъсъка с халдейски въстаници за чиито водач се утвърждава Набополасар.[3]

#### В Мала Азия
- Преселници от Милет основават колонията Киос на брега на Мраморно море.[4]

### В Африка

#### В Египет
- Псаметих (664 – 610 г. пр.н.е.) е фараон на Египет.[5][6]

### В Европа
- Преселници от Коркира основават колонията Епидамн.[4]

## Починали
- Ашурбанипал, последният силен цар на Асирия (роден ок. 685 г. пр.н.е.)